# Athetis mendosa
Athetis mendosa är en fjärilsart som beskrevs av Mcdunnough 1927. Athetis mendosa ingår i släktet Athetis och familjen nattflyn. Inga underarter finns listade i Catalogue of Life.